# 282 (szám)
A 282 (kétszáznyolcvankettő) a 281 és 283 között található természetes szám.

## A matematikában
- Szfenikus szám